# Lignages de Soria
Pour les articles homonymes, voir Lignages.

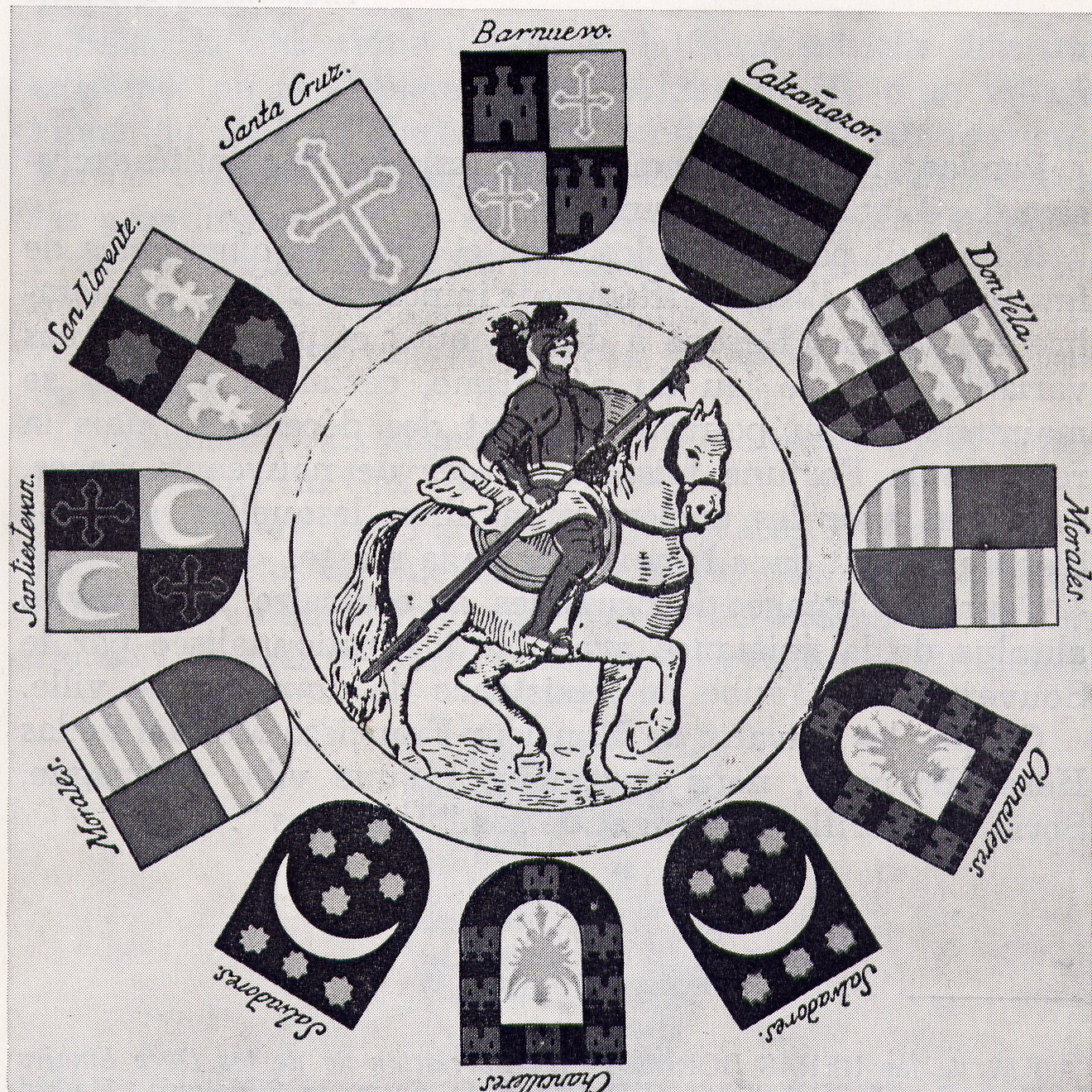
Rosace des blasons des douze Lignages de Soria.

Les douze Lignages de Soria (los Doce Linajes de Soria), constituent un groupe de clans, semblables aux phratries ou aux curies des villes antiques, au sein desquels uniquement pouvaient en vertu de la loi municipale être choisis la plupart des magistrats de la ville de Soria située en Vieille Castille et héritière de l'antique Numance.
Les douze Lignages de Soria  firent construire en 1604 sur la grand-place la Casa de los Linajes, devenu l'hôtel de ville, où l'on peut voir la rosace des Lignages ornant le frontispice.
Ce type d'institution urbaine loin d'être un système de gouvernance isolé, existait en de nombreuses cités européennes qui étaient ainsi également dirigées par des lignages patriciens héréditaires tels que les Lignages de Bruxelles, les Lignages d'Alten Limpurg de Francfort, les Tribus de Galway, les Paraiges de Metz, les Estendes de Verdun, etc.
Ainsi, d'après le colloque La ville en Europe (23-29 avril 1998, Université Paris) :
« le conseil municipal sévillan était accaparé par des lignages comme les Guzmanes, Ponce de León, etc. De même à Valladolid, contrôlée par les lignages de Tovares y Reoyos. Dans la même situation se trouvent les villes de Baeza, Plasencia, Trujillo, Ciudad Real, Ávila, Soria, Úbeda, Toledo et Santa Cruz de Tenerife. Pour la Couronne d’Aragón il a eu, cependant, un plus grand poids de la bourgeoisie citoyenne. Cependant l’évolution de la municipalité conduirait jusqu’à une complète aristocratisation des conseils municipaux au début de XVIIIe siècle ».

## Les origines

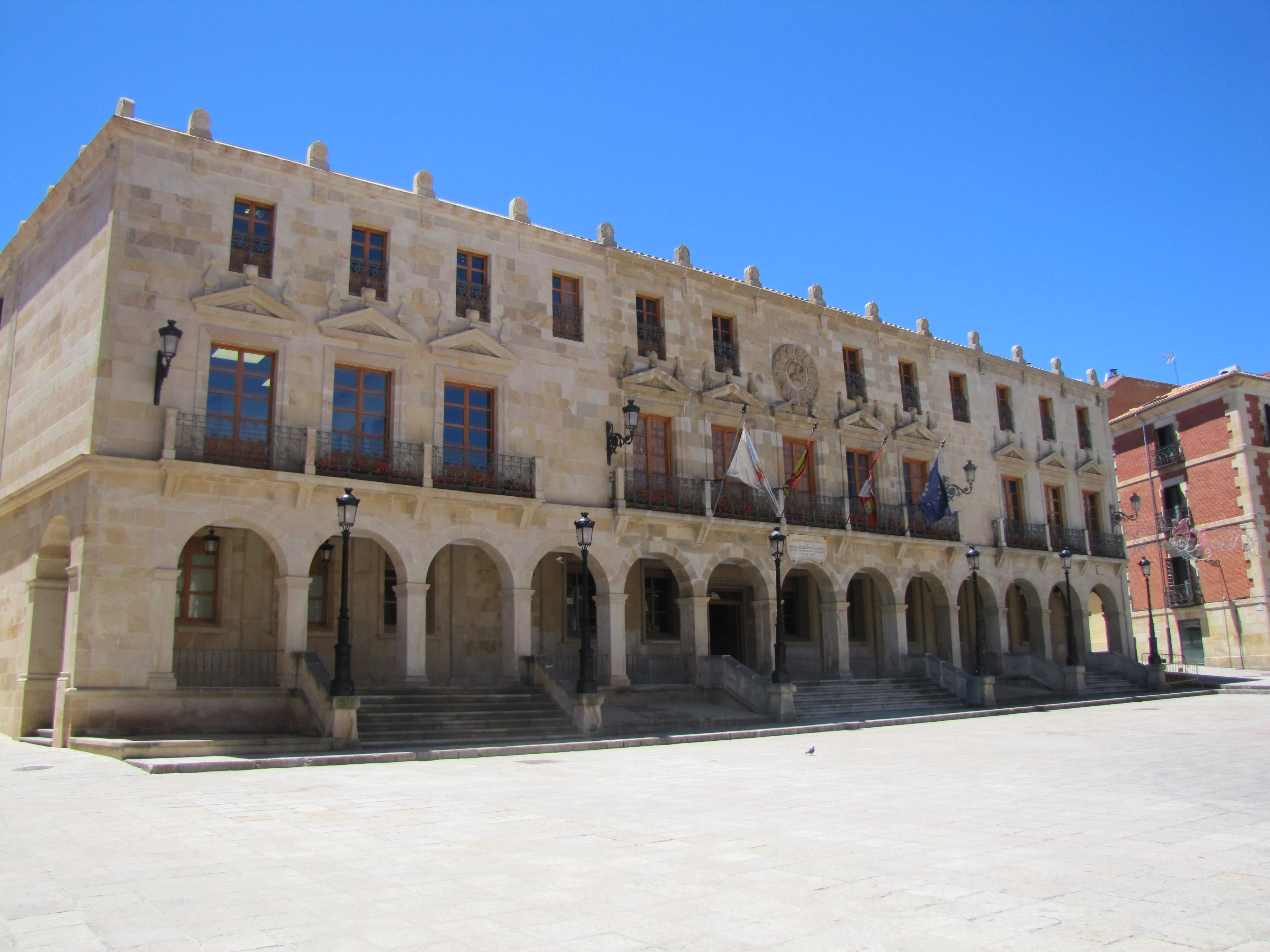
Soria, palais des Douze Lignages.

Selon la tradition des Lignages de Soria, « ils sont si antiques qu'il n'existe rien d'aussi antique en Espagne ». Il existe des traces de leurs blasons déjà sous Alphonse VIII (1158-1214), donc dès le début de l'existence de l'Héraldique, née vers 1125.
Il n'est donc pas impossible qu'il s'agisse là d'un reste de l'organisation antique de la cité, qui comme toutes les villes était composées de Curies groupant elles-mêmes diverses gentes descendantes d'un ancêtre commun par voie tant féminine que masculine, comme pour les phratries helléniques.
Pour d'autres, selon une légende épique, ils seraient issus de douze chevaliers compagnons du Cid.
D'après d'autres travaux historiques récents de María Asenjo González :
« La prospérité de Soria à la fin du Moyen Âge est très inégalement partagée entre ses habitants. Elle renforce une tendance à une plus grande hiérarchisation sociale dont se faisait déjà écho le fuero concédé par Alphonse X et lui donne un tour définitif en consacrant au sein de la ville le primat d’une élite, les caballeros villanos, les “Chevaliers Urbains” (les Douze Lignages), qui parviennent peu à peu à se déprendre du jeu contraignant des parentèles pour asseoir le pouvoir de leur groupe (p. 435). Passé le milieu du XVe siècle, ils s’imposent ainsi à la tête de la ville dont ils confisquent le gouvernement, désormais confié chaque année à 6 regidores, choisis en alternance dans les 12 lignages principaux et réforment même l’espace qu’ils partagent en 12 cuadrillas, renfermant chacune plusieurs églises des anciennes collaciones dont la trace disparaît progressivement dans un paysage urbain appelé à se perpétuer tout au long de l’époque moderne (p. 587). »

## Prérogatives des Douze Lignages
Les fonctions suivantes étaient réservées aux membres des Douze Lignages de Soria:
- les dix-huit mairies nobles.
- douze charges de regidor.
- trois représentants de la ville aux Cortes.
- le droit de porter la bannière du Conseil de Soria.
- la jouissance exclusive du pacage de Valdosadero.
- la protection en campagne des personnes royales.

## Les Douze lignages de Soria et les familles qui en font partie
- I Barnuevo:

Aceves/Acebes, Arista, Castellano, García, Jiménez, Lezcano, Lope, Medrano, Mendoza, Ortega, Ovando, Serna, Sotomayor, Trillo, Vélez y Vera.
- II Calatañazor:

Álvarez de Calatañazor, Araes, Contreras, Espinosa, Montenegro, Ribera, Sandoval, Tapia, Vallejo, y Villanueva.
- III et IV Chanciller I et Chanciller II (forment deux lignages):

Aguilera, Aracón, Cáceres, Calderón, Carrillo, Castejón, Flores, Garcés, García, González, Granado/Granados, Herrera, Jiménez, Ledesma, López, Lucena, Miranda, Molina, Morales, Ramírez, Rueda, Ruiz, San Clemente, Soria, Sotomayor, y Vera.
- V Don Vela:

Ávilas, Beltrán, Berguilla/Verguilla, Caravantes, Cervantes, Chaves, Espinosa, Gironés, Lara, Mendoza, Ontiveros, Rivera, Vela/Velas, Velázquez, Vélez, Vera, y Zapata.
- VI et VII Morales forme deux Maisons: Somos et Hondoneros:

Aguirre, Albornoz, Arévalo, Camargo, Céspedes, Estancia, Guelgas, Moral, Naharros/Navarro, Salamanca, Salcedo, Setrén, Sevilla, Vera, Vergara, Zapata, y Zurita.
- VIII et IX Salvadores forme deux lignages et deux Maisons:

Barnuevo, Bravo de Lagunas, Cal, Cerdá, Garanga, Garnica, Gayango, Laguna, Malo, Matamalo, Medrano, Río, Ríos, Salcedo, Sarabia, Solier/Soler, Soria, Torres, y Vera.
- X San Llorente:

Álvarez de Chávaler, Amaya, Barnuevo, Barroso, Basurto, Brezero, Calderón, Contreras, Dos Ramas, Gamboa, Hinojosa, Mariaca, Marrón, Montes, Muñoz, Neyla, Oquina, Papión/Pipaón, Peñaranda, Perea, Rodríguez de Villanueva, Roma, Villanueva, Zaldierna, y Zárate.
- XI Santa Cruz:

Espinosa, Pacheco, Rebolledo, y Vallejo
- XII Santisteban:

Álvarez, Albiz/Alvis, Beteta, Eras, Esteban, Estévanez, Fuenmayor, Giménez/Jiménez, González, Íñiguez, Villanueva, y Vinuesa.